# A Vakok Általános Iskolájának épülete
A Vakok Általános Iskolája, régebbi nevén  Vakok Országos Királyi Nevelő- és Tanintézete majd Vakok Országos Nevelő- és Tanintézete egy budapesti oktatási intézmény.

## Leírás
A 19. század elején fogalmazódott meg Magyarországon a látássérültek intézeti ellátásának igénye, és jöttek létre az első bentlakásos intézetek. A vakok intézete javára rendszeresen gyűjtöttek pénzt, sőt Pesten még színdarabot is előadtak. 1835-ben az adakozók ott volt gróf Eszterházy Johanna hárfás és Eötvös József is.
Zsófia, Habsburg főhercegasszony kezdeményezésére a század legvégén alapították meg a Vakok Intézetét. Az intézménynek helyet adó épület 1899 és 1904 között épült Baumgarten Sándor (1864–1928) és Herczegh Zsigmond (1848–1914) tervei szerint, a Lechner Ödön alkotásait követő szecessziós stílusban. Ennek meghatározó motívuma az ablakokat keretező és a sík homlokzati felületet tagoló téglaszalag – mely a szomszédos (ugyanazon tervezők által tervezett) Teleki Blanka Gimnáziumot is jellemzi. Az egymással összeépült két épületet azonos formálású, szép kovácsoltvas kerítés veszi körbe: a gazdagon díszített rácselemek közötti mezőket egyszerű felület, egy könnyen, sorozatban gyártható szabványos drótháló tölti ki.
Az iskola eredeti formát őrző lépcsőháza és különösen gazdag ornamentikája, templomi ablakokra emlékeztető ólombetétes, színes üvegablakokkal díszített nagyterme érdemel különös figyelmet. (Egykor az intézmény kápolnájaként funkcionált.) Az ablakok vallásos témákat jelenítenek
meg, rajtuk a négy evangélista szimbólumai és a magyar szentek ábrázolásai mellett a nemzeti jelképek is megtalálhatók.
Különös hangsúlyt kapott a tervezés során, hogy a építés befejezése után a vak gyermekek számára elkészítették a homlokzat részletes makettjét, minden díszítés kitapogathatóságával. Így a gazdagon faragott belső berendezés, a lépcsőházi rácsok mintái a tapintás útján történő érzékelés számára éppen úgy örömet szerezhettek, mint maga a látvány.
A bentlakásos intézmény a fizikai ellátás mellett az udvarára telepített műhelyben speciális munkát kínált a látássérülteknek: kosár- és gyékényfonásra, illetve kefekötésre nyílt mód a bentlakók számára.
1949-ben egy kormányrendelet állami feladattá nyilvánította a látássérültek ellátását. Így a Vakok Intézete állami fenntartású, költségvetésből gazdálkodó szervezetté vált és a Vakok Állami Intézete nevet kapta.

## Galéria

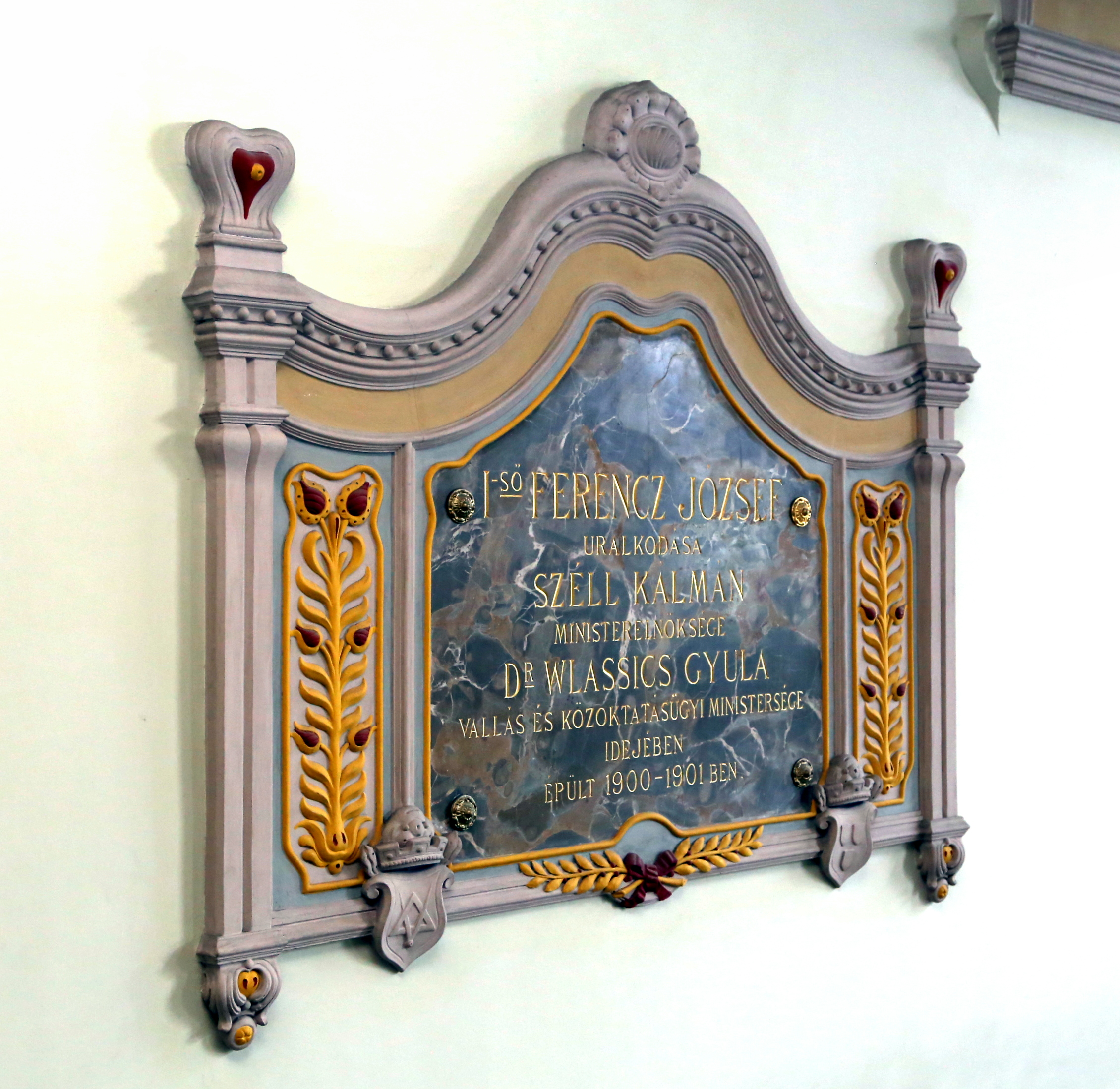
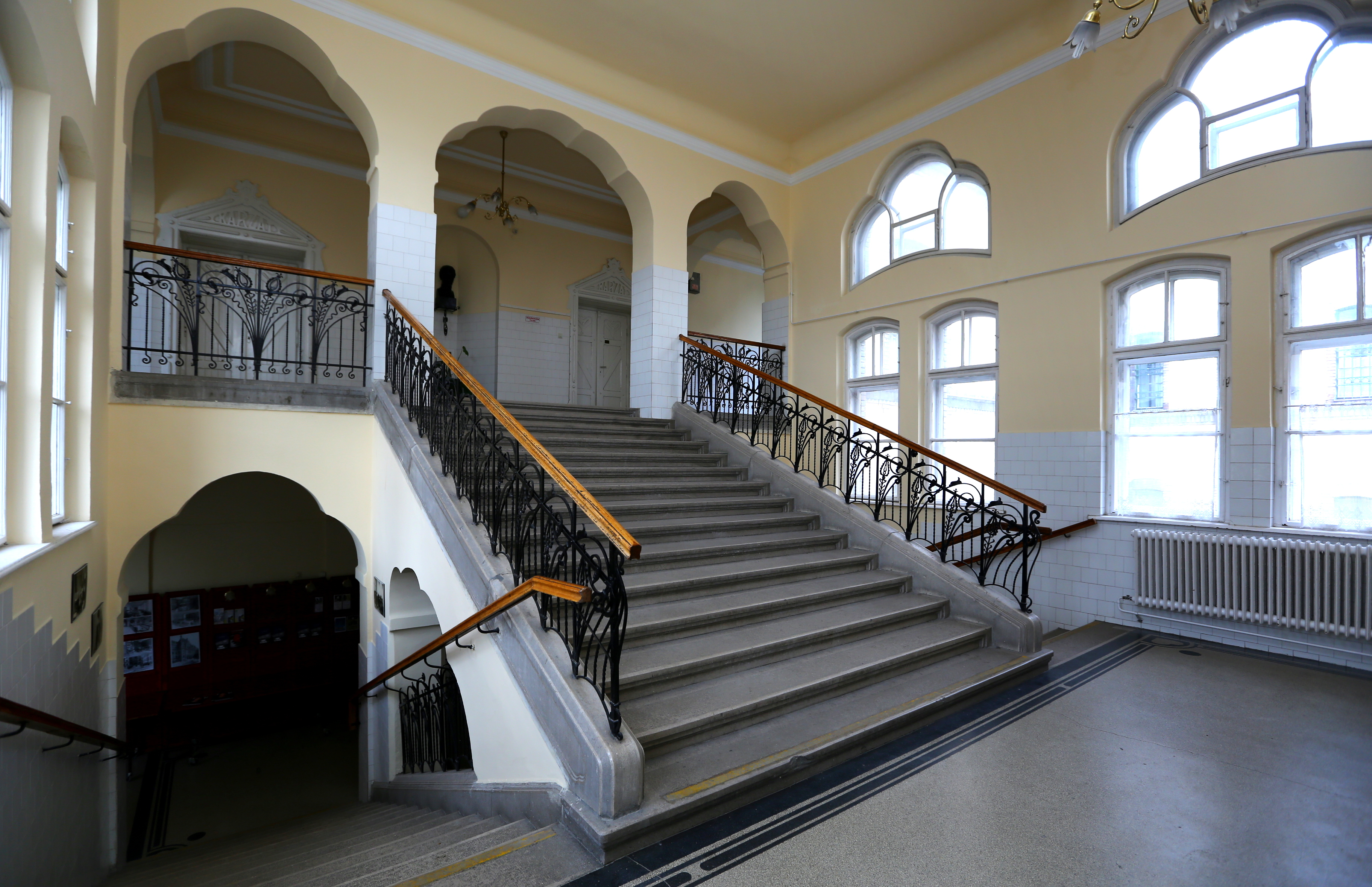
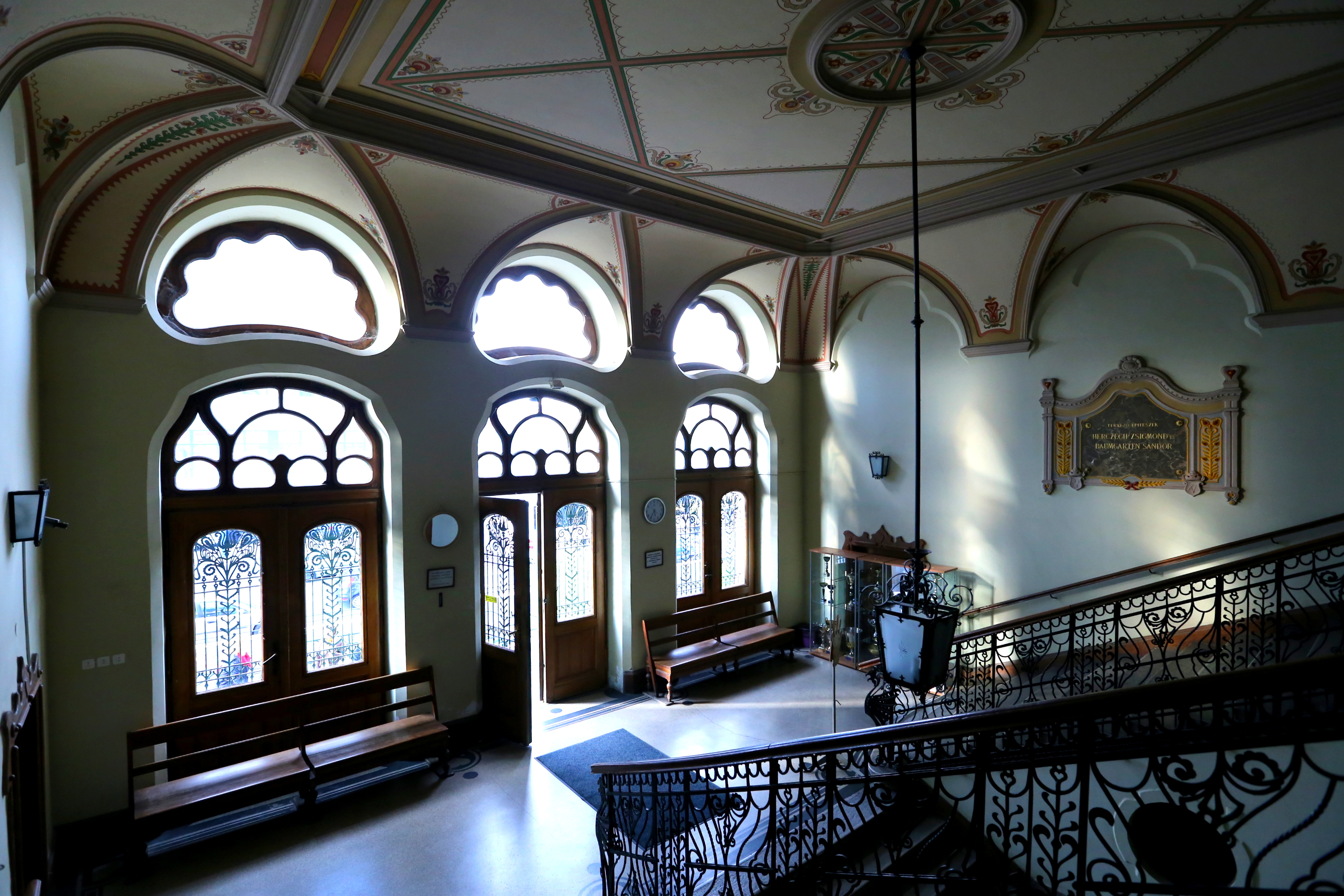
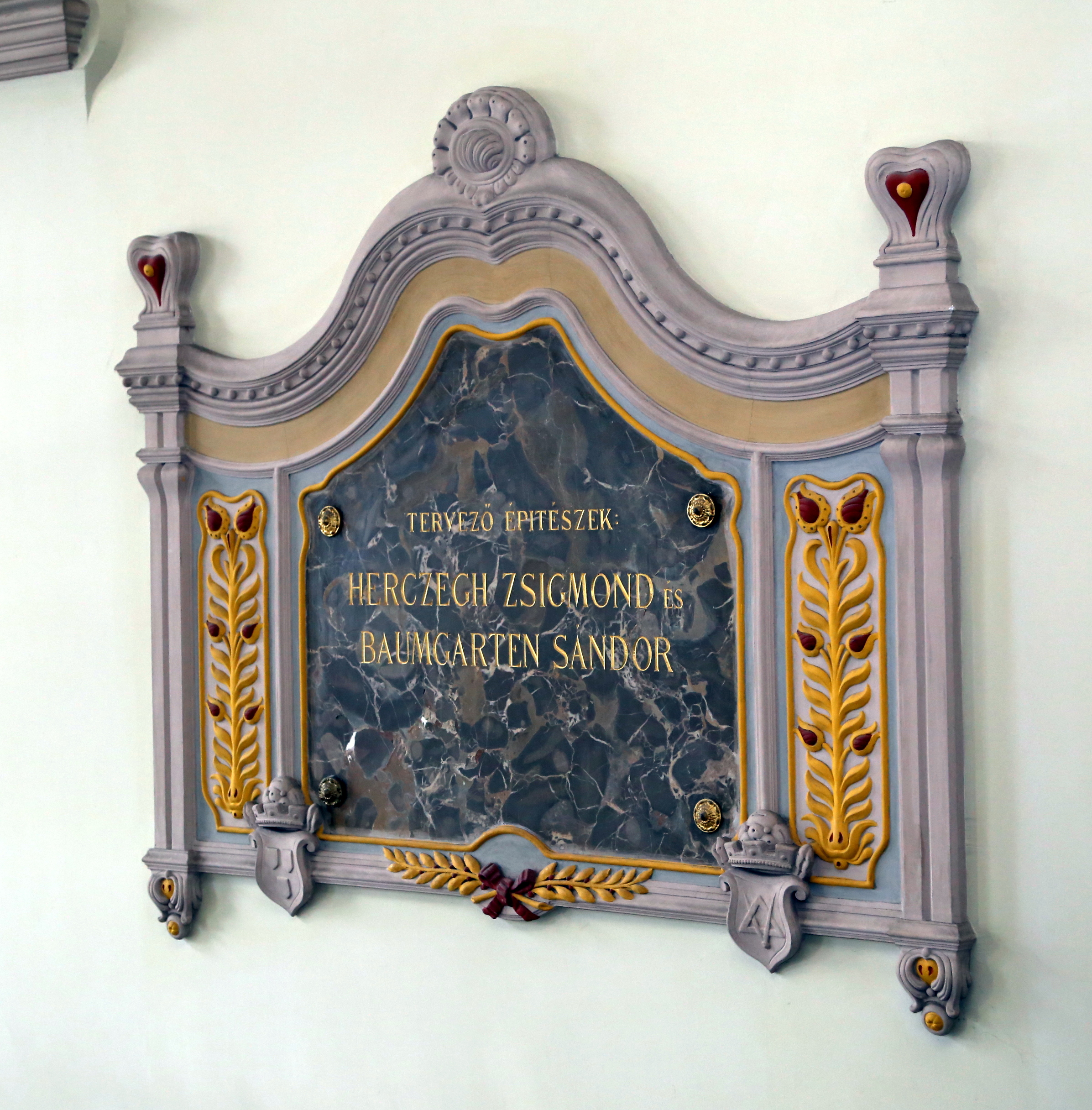
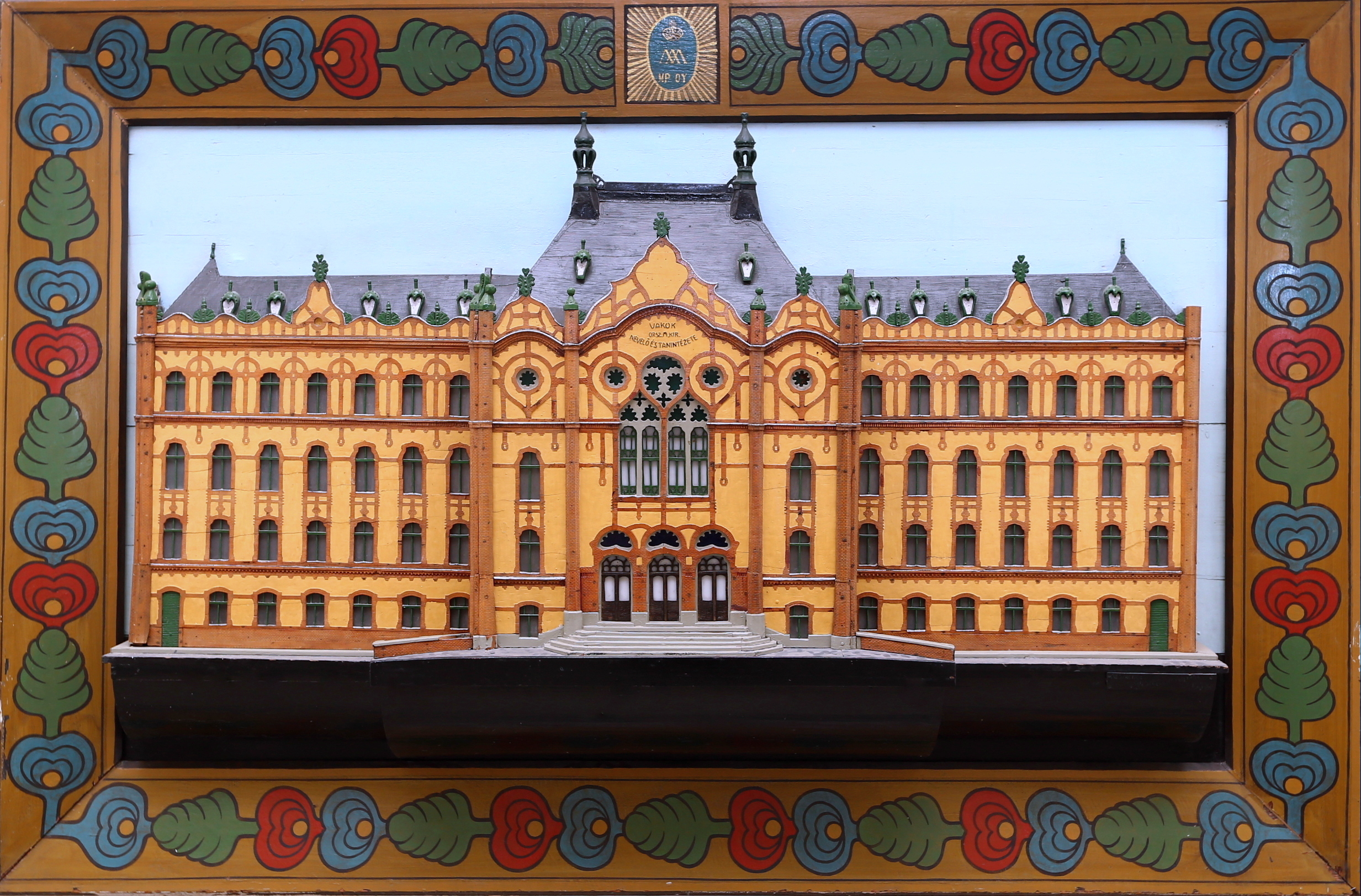
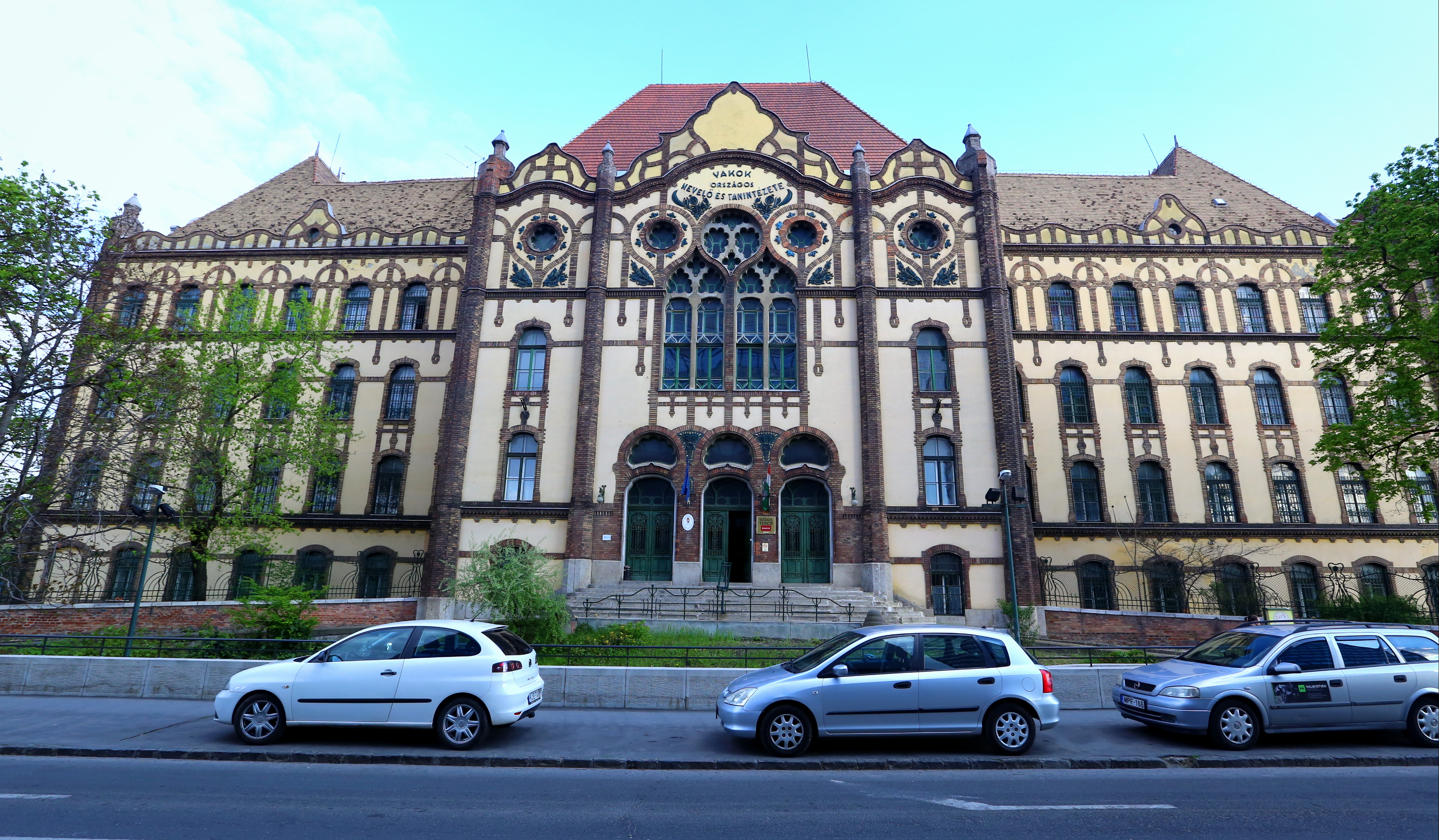
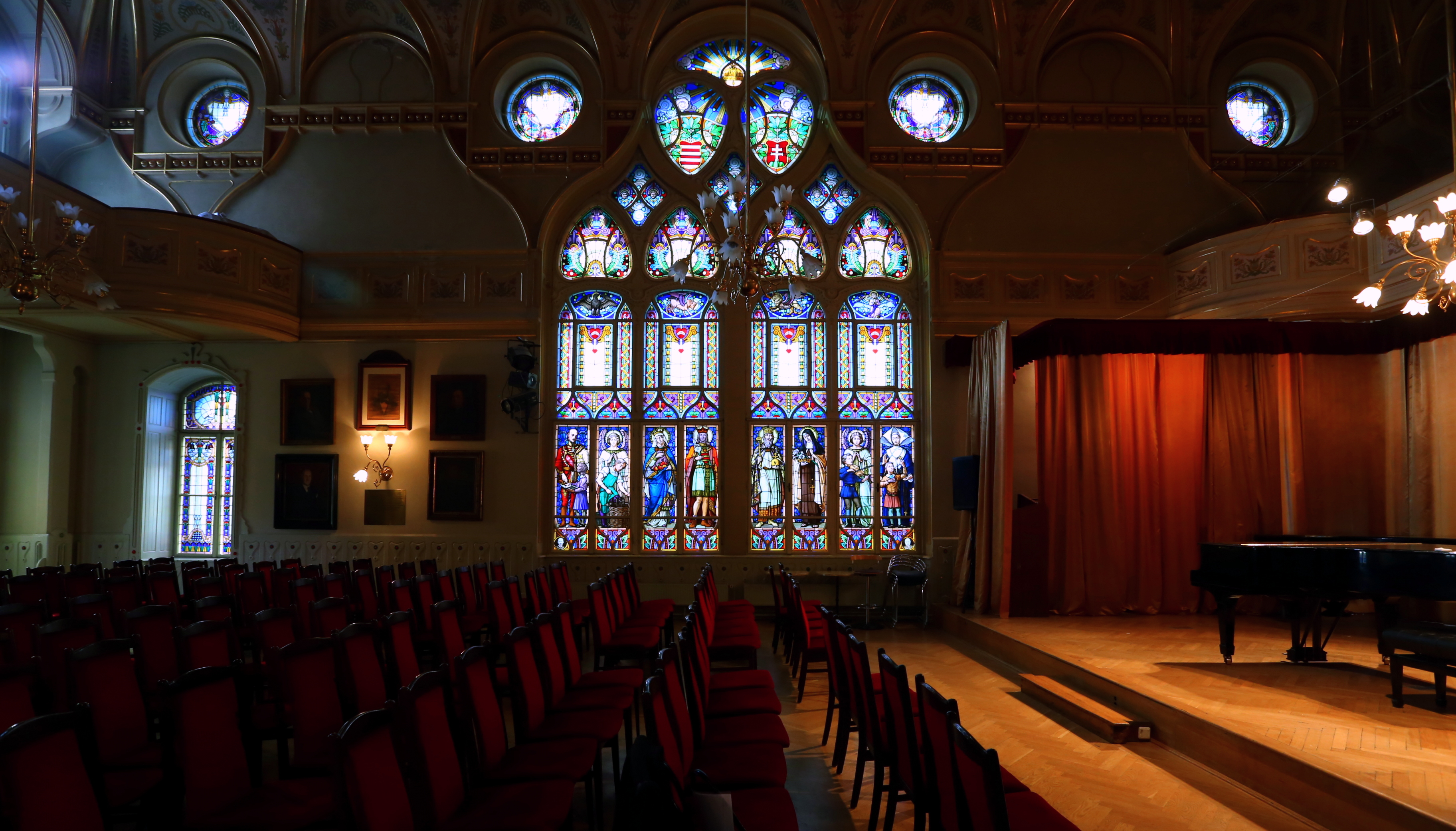
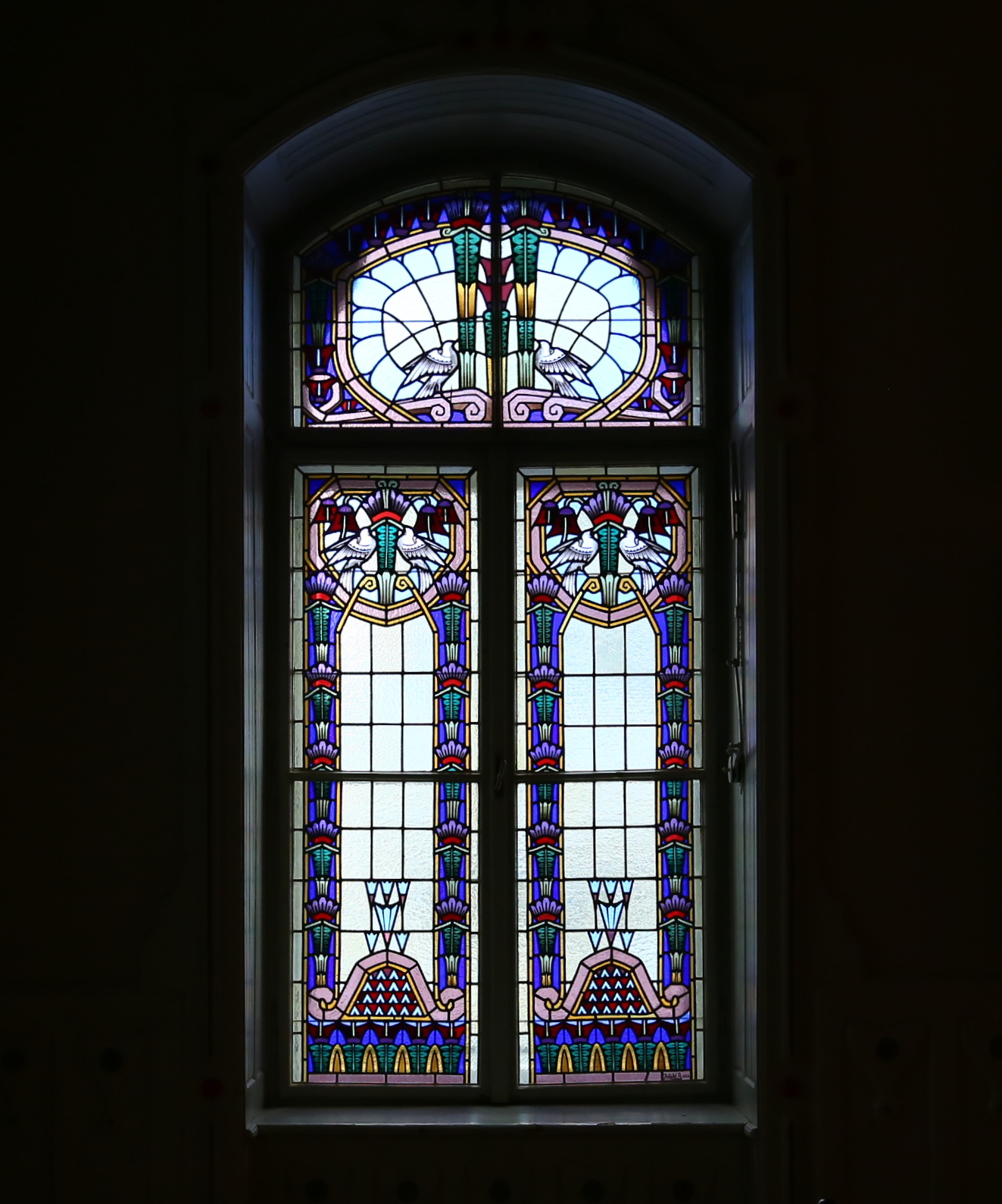